# 弗隆海姆
弗隆海姆是德国莱茵兰-普法尔茨州的一个市镇。总面积14.95平方公里，总人口2636人，其中男性1318人，女性1318人（2011年12月31日），人口密度176人/平方公里。